# Pete Rose, Jr.
Peter Edward Rose, Jr. (né le 16 novembre 1969 à Cincinnati, Ohio, États-Unis) est un ancien joueur professionnel de baseball.
Fils du célèbre Pete Rose, sa carrière professionnelle se déroule surtout en ligues mineures, où il évolue comme joueur de troisième but de 1989 à 2002. 
Il joue 11 matchs dans la Ligue majeure de baseball pour les Reds de Cincinnati en 1997. Son premier match est disputé le 1er septembre et le dernier le 28 septembre. Au cours de ces 11 rencontres, il obtient 16 passages au bâton et réussit deux coups sûrs, tous des simples, pour une moyenne au bâton de ,143. Il soutire deux buts-sur-balles, marque deux points et est 9 fois retiré sur des prises.
À l'origine un choix de repêchage des Orioles de Baltimore, qui le choisissent au 12e tour de sélection en 1988, Rose joue en ligues mineures avec des clubs affiliés aux Orioles en 1989 et 1990, puis d'autres associés aux White Sox de Chicago (1991), aux Indians de Cleveland (1992 et 1993), à nouveau aux White Sox (1994 à 1996), avant d'aboutir dans l'organisation des Reds de Cincinnati en 1997. De 1998 à 2002, il joue en ligues mineures avec des clubs affiliés aux Reds, aux Pirates de Pittsburgh et aux Phillies de Philadelphie avant d'évoluer dans le baseball indépendant jusqu'en 2009.
De juin à juillet 2006, il purge une sentence d'un mois de prison pour avoir distribué de la gamma-Butyrolactone, ou GBL, à des coéquipiers des Lookouts de Chattanooga, le club des ligues mineures pour lequel il évoluait. 